# Вальтер-Ернст Кох
Вальтер-Ернст Кох (нім. Walter-Ernst Koch; 30 вересня 1919 — ?) — німецький офіцер-підводник, оберлейтенант-цур-зее крігсмаріне.

## Біографія
1 жовтня 1938 року вступив на флот. З травня 1940 року служив на легкому крейсері «Кельн». З жовтня 1940 по квітень 1941 року пройшов курс підводника. В квітні-липні 1942 року — вахтовий офіцер на підводному човні U-563, після чого пройшов курс командира човна. З 30 січня 1943 року — 1-й вахтовий офіцер на U-737. З липня 1943 року служив в 3-й навчальній флотилії підводних човнів. З 15 грудня 1943 по 2 липня 1944 року — командир U-712, з 17 липня 1944 по 23 квітня 1945 року — U-975, з 24 квітня по 3 травня 1945 року — U-3530, після чого був переданий в розпорядження 3-ї навчальної дивізії підводних човнів.

## Звання
- Кандидат в офіцери (1 жовтня 1938)
- Морський кадет (1 липня 1939)
- Фенріх-цур-зее (1 грудня 1939)
- Оберфенріх-цур-зее (1 серпня 1940)
- Лейтенант-цур-зее (1 квітня 1941)
- Оберлейтенант-цур-зее (1 червня 1943)